# Stavns Fjord
Stavns Fjord este o arie protejată (arie de protecție specială avifaunistică — SPA) din Danemarca întinsă pe o suprafață de 15.467 ha, din care 98 % marine.

## Localizare
Centrul sitului Stavns Fjord este situat la coordonatele 55°56′04″N 10°43′26″E / 55.934444°N 10.723889°E.

## Înființare
Situl Stavns Fjord a fost declarat arie de protecție specială avifaunistică în mai 1983 pentru a proteja 14 specii de animale.

## Biodiversitate
Situată în ecoregiunile continentală și marină baltică, aria protejată nu include niciun habitat protejat.
La baza desemnării sitului se află mai multe specii protejate de  păsări (14): Branta leucopsis, lebădă de iarnă (Cygnus cygnus), lebădă de vară (Cygnus olor), șoim călător (Falco peregrinus), rață catifelată (Melanitta fusca), rață neagră (Melanitta nigra), ferestrașul mare (Mergus merganser), cormoran mare (Phalacrocorax carbo), ploier auriu (Pluvialis apricaria), ciocântors (Recurvirostra avosetta), eider (Somateria mollissima), chiră mică (Sterna albifrons), Sterna paradisaea, chiră de mare (Sterna sandvicensis).